# Raymond Clare Archibald
Raymond Clare Archibald   (Stewiacke, 7 d'octubre de 1875 - Sackville, 26 de juliol de 1955) va ser un matemàtic estatunidenc.

## Vida i obra
Archibald Va fer els seus estudis secundaris al Mount Allison College, en el qual amés de ser guardonat en matemàtiques ve rebre un diploma de professor de violí. A partir de 1895 va estudiar matemàtiques i astronomia a la universitat Harvard, graduant-se el 1897. Els dos cursos següents va estudiar a Alemanya, primer a Berlín i després a la universitat d'Estrasburg en la qual es va doctorar el 1900.
Els anys següents va ser professor del Mount Allison, però més de violí que de matemàtiques, fins que el 1908 va ser contractat per la universitat de Brown, època en què va abandonar la música per les matemàtiques, especialment la història de les matemàtiques. Va romandre a Brown fins a la seva jubilació el 1943.
Archibald va ser editor en cap de la revista American Mathematical Monthly de 1919 a 1921 i president de la Mathematical Association of America l'any següent. Entre les seves contribucions més conegudes a la història de les matemàtiques es troben Outline of the history of mathematics (1932, reeditat nombroses vegades) i A Semicentennial History of the American Mathematical Society (1938). També va desenvolupar una notable activitat com a bibliotecari i arxivista: les biblioteques de les universitats Mount Allison i Brown i la pròpia biblioteca de la Mathematical Association of America son, en bona part, obra de la seva tasca.